# نادي ليدا
نادي لاردة لكرة القدم (بالإسبانية: Lleida Club de Futbol)‏ هو نادي كرة قدم من مدينة لاردة، في منطقة كاتالونيا في إسبانيا. تأسس في يوليو 2011، ويلعب في Segunda Federación ، يخوض مبارياته الرسمية على ملعب كامب ديسبورتس، الذي يتسع 13500 مقعد. 

## التاريخ
في منتصف مايو 2011، تم تصفية نادي لاردة التاريخي بسبب الديون المقدرة بقيمة 27.2 مليون يورو. تم بيع منشاته بالمزاد العلني واستحوذ عليه رجل أعمال من لاردة يدعي سيسكو بوجول، الذي أنشأ نادي لاردة الرياضي الجديد، الذي بدأ المنافسة في دوري الدرجة الثانية ب؛ وكان من المقرر أيضًا أن يشارك النادي في كأس ملك إسبانيا 2011-12، بدلاً من نادي أونيو الرياضي. كان إيميلي فيسينتي، آخر مدرب للنادي السابق، هو أول مدرب للنادي الجديد. 
لعب النادي أول مباراة ودية له في 6 أغسطس 2011، مع نادي بوبلادي مافوميت أنتهت بنتيجة (2-0)؛ وبعد خمسة عشر يومًا، لعب الفريق أول مباراة رسمية له، وخسر 1-3 على أرضه أمام نادي رويس. وانتهت مشاركته في الكأس في الجولة الأولى بخسارة بنفس النتيجة أمام نادي أندورا. في عام 2013، وفي موسمهم الثاني، خاض نادي لاردة تصفيات الصعود إلى الدرجة الثانية، ثم كرر النادي ذلك في العام التالي، حيث خسروا أمام ريال جيان وليغانيس على التوالي؛ قاد توني سيليغرات الفريق في كلا الموسمين. في عام 2016، في محاولتهم الثالثة في أربع سنوات، خسر الفريق في نهائي الملحق أمام إشبيلية أتليتكو بركلات الترجيح.
في كأس ملك إسبانيا 2017–18 ، وصل لاردة لأول مرة إلى دور الستة عشر بعد إقصاء فريق ريال سوسيداد من الدوري الإسباني، حيث تغلب عليه بفارق ثلاثة أهداف في النتيجة الإجمالية. في ظهورهم الأول في دور الستة عشر، خرج النادي على يد أتلتيكو مدريد بهزيمة 7-0 في مجموع المباراتين. 
بعد إعادة هيكلة الدوري، لعب لاردة في دوري الدرجة الرابعةSegunda Federación في موسم 2021-22. في أول مباراة فاصلة له منذ ست سنوات، خسر النادي أمام نادي سيستاو ريفر بعد التعادل بدون أهداف في 21 مايو. 
في أبريل 2024، أعلن نادي لاردة سبورتيو (بالإسبانية: Lleida Esportiu)‏ عن تغيير الاسم إلى نادي لاردة لكرة القدم Lleida Club de Futbol لتجنب المشكلات القانونية.

## المواسم
| الموسم  | القسم                          | إسم الدوري الفعلي بالإسبانية | الترتيب | كأس ملك إسبانيا |
| ------- | ------------------------------ | ---------------------------- | ------- | --------------- |
| 2011–12 | الدوري الإسباني الدرجة الثالثة | 2ª B                         | السابع  | الدور الأول     |
| 2012–13 | الدوري الإسباني الدرجة الثالثة | 2ª B                         | الرابع  | الدور الثاني    |
| 2013–14 | الدوري الإسباني الدرجة الثالثة | 2ª B                         | الثالث  | دور 32          |
| 2014–15 | الدوري الإسباني الدرجة الثالثة | 2ª B                         | الخامس  | الدور الثالث    |
| 2015–16 | الدوري الإسباني الدرجة الثالثة | 2ª B                         | الرابع  | الدور الثالث    |
| 2016–17 | الدوري الإسباني الدرجة الثالثة | 2ª B                         | الثامن  | الدور الثاني    |
| 2017–18 | الدوري الإسباني الدرجة الثالثة | 2ª B                         | السابع  | دور 16          |
| 2018–19 | الدوري الإسباني الدرجة الثالثة | 2ª B                         | السادس  | الدور الثالث    |
| 2019–20 | الدوري الإسباني الدرجة الثالثة | 2ª B                         | الخامس  | الدور الأول     |
| 2020–21 | الدوري الإسباني الدرجة الثالثة | 2ª B                         | السابع  | الدور الأول     |
| 2021–22 | الدوري الإسباني الدرجة الرابعة | 2ª RFEF                      | الخامس  | —               |
| 2022–23 | الدوري الإسباني الدرجة الرابعة | 2ª Fed.                      | التاسع  | الدور الأول     |
| 2023–24 | الدوري الإسباني الدرجة الرابعة | 2ª Fed.                      | الخامس  | —               |
| 2024–25 | الدوري الإسباني الدرجة الرابعة | 2ª Fed.                      |         | الدور الأول     |

- 10 مواسم في دوري الدرجة الثانية ب (الدوري الإسباني الدرجة الثالثة سابقًا)
- 4 مواسم في Segunda Federación /Segunda División RFEF (الدوري الإسباني الدرجة الرابعة حاليًا)

### قائمة مفصلة بالمواسم
| الموسم   | الدوري                         | الدوري                                                   | الدوري        | الدوري        | الدوري | الدوري | الدوري | الدوري | الدوري   | الدوري     | الدوري | كأس          | الكؤوس الآخري        | الكؤوس الآخري | الهداف                  | الهداف |
| الموسم   | القسم                          | المسمي الرسمي بالإسبانية                                 | المجموعة      | المركز        | لعب    | فوز    | تعادل  | خسر    | أهداف له | أهداف عليه | نقاط   | كأس          | الكؤوس الآخري        | الكؤوس الآخري | اسم الاعب               | هدف    |
| -------- | ------------------------------ | -------------------------------------------------------- | ------------- | ------------- | ------ | ------ | ------ | ------ | -------- | ---------- | ------ | ------------ | -------------------- | ------------- | ----------------------- | ------ |
| 2011–12  | الدوري الإسباني الدرجة الثالثة | الدوري الإسباني الدرجة الثانية ب (دوري الدرجة الثانية ب) | 3             | السابع        | 38     | 16     | 11     | 11     | 50       | 40         | 59     | الدور الأول  | كأس الاتحاد الإسباني | دور 32        | أسير إيزاجيري           | 10     |
| 2012–13  | الدوري الإسباني الدرجة الثالثة | الدوري الإسباني الدرجة الثانية ب (دوري الدرجة الثانية ب) | 2             | الرابع        | 38     | 17     | 15     | 6      | 56       | 34         | 66     | الدور الثاني | كأس كتالونيا         | الدور 2.3     | خايمي ماتا              | 14     |
| 2012–13  | الدوري الإسباني الدرجة الثالثة | الدوري الإسباني الدرجة الثانية ب (دوري الدرجة الثانية ب) | تصفيات التأهل | تصفيات التأهل | 4      | 1      | 3      | 0      | 5        | 4          |        | الدور الثاني | كأس كتالونيا         | الدور 2.3     | خايمي ماتا              | 14     |
| 2013–14  | الدوري الإسباني الدرجة الثالثة | الدوري الإسباني الدرجة الثانية ب (دوري الدرجة الثانية ب) | 3             | الثالث        | 38     | 19     | 11     | 8      | 52       | 35         | 68     | دور 32       | كأس كتالونيا         | الدور 2.1     | خايمي ماتا              | 15     |
| 2013–14  | الدوري الإسباني الدرجة الثالثة | الدوري الإسباني الدرجة الثانية ب (دوري الدرجة الثانية ب) | تصفيات التأهل | تصفيات التأهل | 4      | 1      | 2      | 1      | 3        | 3          |        | دور 32       | كأس كتالونيا         | الدور 2.1     | خايمي ماتا              | 15     |
| 2014–15  | الدوري الإسباني الدرجة الثالثة | الدوري الإسباني الدرجة الثانية ب (دوري الدرجة الثانية ب) | 3             | الخامس        | 38     | 18     | 7      | 13     | 45       | 34         | 61     | الدور الثالث | كأس كتالونيا         | الدور الأول   | سالفا تشامورو           | 14     |
| 2015–16  | الدوري الإسباني الدرجة الثالثة | الدوري الإسباني الدرجة الثانية ب (دوري الدرجة الثانية ب) | 3             | الرابع        | 38     | 18     | 13     | 7      | 49       | 22         | 67     | الدور الثالث | كأس كتالونيا         | الدور الثاني  | مانويل اونوو فيلافرانكا | 10     |
| 2015–16  | الدوري الإسباني الدرجة الثالثة | الدوري الإسباني الدرجة الثانية ب (دوري الدرجة الثانية ب) | تصفيات التأهل | تصفيات التأهل | 6      | 4      | 1      | 1      | 7        | 2          |        | الدور الثالث | كأس كتالونيا         | الدور الثاني  | مانويل اونوو فيلافرانكا | 10     |
| 2016–17  | الدوري الإسباني الدرجة الثالثة | الدوري الإسباني الدرجة الثانية ب (دوري الدرجة الثانية ب) | 3             | الثامن        | 38     | 15     | 11     | 12     | 41       | 41         | 56     | الدور الثاني | كأس كتالونيا         | الدور الثالث  | خافي كاساريس            | 8      |
| 2017–18  | الدوري الإسباني الدرجة الثالثة | الدوري الإسباني الدرجة الثانية ب (دوري الدرجة الثانية ب) | 3             | السابع        | 38     | 14     | 13     | 11     | 37       | 33         | 55     | دور 16       | كأس كتالونيا         | الدور الأول   | خورخي فيليكس            | 10     |
| 2018–19  | الدوري الإسباني الدرجة الثالثة | الدوري الإسباني الدرجة الثانية ب (دوري الدرجة الثانية ب) | 3             | السادس        | 38     | 15     | 11     | 12     | 46       | 39         | 56     | الدور الثالث | كأس كتالونيا         | الدور الثالث  | بيدرو مارتين            | 16     |
| 2019–20 ‏ | الدوري الإسباني الدرجة الثالثة | الدوري الإسباني الدرجة الثانية ب (دوري الدرجة الثانية ب) | 3             | الخامس        | 28     | 12     | 10     | 6      | 34       | 22         | 46     | الدور الأول  | كأس كتالونيا         | الدور الثاني  | جوسيب فرنانديز          | 8      |
| 2020–21 ‏ | الدوري الإسباني الدرجة الثالثة | الدوري الإسباني الدرجة الثانية ب (دوري الدرجة الثانية ب) | 3             | العاشر        | 26     | 10     | 5      | 11     | 28       | 28         | 35     | الدور الأول  | —                    | —             | راؤول غونزاليس روبلس    | 9      |
| 2021–22  | الدوري الإسباني الدرجة الرابعة | Segunda División RFEF                                    | 3             | الخامس        | 34     | 15     | 7      | 12     | 38       | 39         | 52     | —            | كأس الاتحاد الإسباني | ربع النهائي   | جويل فيباس              | 10     |
| 2021–22  | الدوري الإسباني الدرجة الرابعة | Segunda División RFEF                                    | تصفيات التأهل | تصفيات التأهل | 1      | 0      | 1      | 0      | 0        | 0          |        | —            | كأس الاتحاد الإسباني | ربع النهائي   | جويل فيباس              | 10     |
| 2022–23  | الدوري الإسباني الدرجة الرابعة | الدوري الإسباني الدرجة الرابعة                           | 3             | التاسع        | 34     | 12     | 11     | 11     | 31       | 25         | 47     | الدور الأول  | كأس كتالونيا         | الدور الأول   | تشولي                   | 7      |
| 2023–24  | الدوري الإسباني الدرجة الرابعة | الدوري الإسباني الدرجة الرابعة                           | 3             | الخامس        | 34     | 18     | 4      | 12     | 45       | 31         | 58     | —            | كأس الاتحاد الإسباني | دور 32        | تشولي                   | 11     |
| 2023–24  | الدوري الإسباني الدرجة الرابعة | الدوري الإسباني الدرجة الرابعة                           | تصفيات التأهل | تصفيات التأهل | 2      | 0      | 0      | 2      | 0        | 3          |        | —            | كأس الاتحاد الإسباني | دور 32        | تشولي                   | 11     |

## اللاعبين

### الفريق الحالي
آخر تحديث 2 يناير 2025. 
ملاحظة: تشير الأعلام إلى المنتخب الوطني على النحو المحدد في قواعد الأهلية للفيفا. قد يحمل اللاعبون أكثر من جنسية واحدة غير تابعة للفيفا.
| الرقم | البلد    | المركز | اللاعب         |
| ----- | -------- | ------ | -------------- |
| 1     | إسبانيا  | حارس   | إيناكي ألفاريز |
| 2     | إسبانيا  | مدافع  | تشافي إستاسيو  |
| 3     | إسبانيا  | مدافع  | فير كورتيجو    |
| 4     | كولومبيا | مدافع  | نيدر لوزانو    |
| 5     | إسبانيا  | مدافع  | خوسيه سولبيس   |
| 6     | إسبانيا  | وسط    | إيكر جارسيا    |
| 7     | إسبانيا  | مهاجم  | أوناي جارسيا   |
| 8     | نيجيريا  | وسط    | قدري ليميد     |
| 9     | إسبانيا  | مهاجم  | غيليم نارانجو  |
| 10    | إسبانيا  | مهاجم  | أدري جيني      |
| 11    | إسبانيا  | وسط    | دييغو إغليسياس |

| الرقم | البلد   | المركز | اللاعب                     |
| ----- | ------- | ------ | -------------------------- |
| 12    | إسبانيا | مدافع  | أوسكار روبيو               |
| 14    | إسبانيا | وسط    | خوانان كازانوفا            |
| 15    | إسبانيا | مدافع  | ميغيل أوبيريه              |
| 17    | نيجيريا | وسط    | موسى عيسى                  |
| 18    | إسبانيا | مدافع  | ماريو دومينغو              |
| 19    | إسبانيا | مهاجم  | فران بيريز                 |
| 20    | إسبانيا | مدافع  | جوان كامبينس (قائد الفريق) |
| 21    | إسبانيا | مدافع  | مارك فوينتيس               |
| 22    | إسبانيا | وسط    | أدري ليدو                  |
| 25    | إسبانيا | حارس   | أندرو لادونوسا             |
|       | إسبانيا | مهاجم  | ديلان إغليسياس             |

### الاعبين الأكادمية
ملاحظة: تشير الأعلام إلى المنتخب الوطني على النحو المحدد في قواعد الأهلية للفيفا. قد يحمل اللاعبون أكثر من جنسية واحدة غير تابعة للفيفا.
| الرقم | البلد   | المركز | اللاعب         |
| ----- | ------- | ------ | -------------- |
|       | إسبانيا | مدافع  | بول اسكول      |
|       | إسبانيا | مدافع  | مارسيل فلوتاتس |
|       | إسبانيا | وسط    | عسير ارتيل     |
|       | إسبانيا | وسط    | روجر كيرول     |
|       | إسبانيا | مهاجم  | خوان باليجار   |

### الاعبين المعارين
ملاحظة: تشير الأعلام إلى المنتخب الوطني على النحو المحدد في قواعد الأهلية للفيفا. قد يحمل اللاعبون أكثر من جنسية واحدة غير تابعة للفيفا.
| الرقم | البلد   | المركز | اللاعب                                        |
| ----- | ------- | ------ | --------------------------------------------- |
|       | إسبانيا | مدافع  | إيفان كومز (إلي نادي Fraga حتي 30 يونيو 2025) |

## السجلات
- أكبر فوز في الدوري: 0-6 أمام أتليتكو بالياريس (3 أبريل 2016)
- أكبر هزيمة في الدوري: 5-1 أمام فياريال ب (3 أكتوبر 2015)، 4-0 أمام ساباديل (21 ديسمبر 2019)
- رقم قياسي لحضور الجمهور: 13,700 متفرج ضد إشبيلية أتلتيكو ، مباراة فاصلة في دوري الدرجة الثانية (19 يونيو 2016)
- الأكثر مشاركة في الدوري: باو توريس 193 مشاركة (2012-15، 2018-21)
- أكثر لاعب سجل أهدافًا في الدوري: خايمي ماتا 29 هدف (2012–14)
- الأكثر تسجيلًا للأهداف في الموسم: بيدرو مارتين 19 هدف (2018–19)
- أعلى مركز في الدوري: المركز الثالث في دوري الدرجة الثانية ب (2014)
- أفضل نتائج في كأس ملك إسبانيا: دور الستة عشر (2017–18)
- أكثر لاعب شارك في عدد المباريات المتتالية في الدوري: باو توريس 88 مباراة (أغسطس 2012 – نوفمبر 2014)
- أصغر لاعب: شارك مع الفريق أوسكار كاناديل، 17 عامًا و158 يومًا (ضد أونتينينت، 6 أبريل 2014)
- أكبر لاعب شارك مع الفريق: أوسكار روبيو ، 40 عامًا و220 يومًا (ضد أندراتكس ، 22 ديسمبر 2024)

## المدربين
الإحصائيات صحيحة اعتبارًا من 22 ديسمبر 2024.
| الاسم              | الجنسية   | من               | إلي              | المباريات | فوز | تعادل | خسارة | أهداف له | أهداف عليه | نسبة الفوز | ملاحظات |
| ------------------ | --------- | ---------------- | ---------------- | --------- | --- | ----- | ----- | -------- | ---------- | ---------- | ------- |
| إميلي فيسنتي       | إسبانيا   | 2011 July 23     | 2012 June 30     | 38        | 16  | 11    | 11    | 50       | 40         | 42.1       |         |
| توني سيليجرات      | إسبانيا   | 2012 July 1      | 2014 June 30     | 76        | 36  | 26    | 14    | 108      | 69         | 47.4       |         |
| إيمانول إيدياكيز   | إسبانيا   | 2014 July 1      | 2016 June 30     | 76        | 36  | 20    | 20    | 93       | 56         | 47.4       |         |
| جوستافو سيفيرو     | الأرجنتين | 2016 July 13     | 2017 May 16      | 38        | 15  | 11    | 12    | 41       | 41         | 39.5       |         |
| جيرارد الباداليجو  | إسبانيا   | 2017 May 31      | 2019 February 3  | 61        | 24  | 21    | 16    | 70       | 59         | 39.3       |         |
| خوان كارلوس أوليفا | إسبانيا   | 2019 February 5  | 2019 June 3      | 15        | 5   | 3     | 7     | 13       | 13         | 33.3       |         |
| مولو               | إسبانيا   | 2019 June 5      | 2021 May 24      | 54        | 22  | 15    | 17    | 63       | 50         | 40.7       |         |
| غابري غارسيا       | إسبانيا   | 2021 June 1      | 2022 May 25      | 34        | 15  | 7     | 12    | 38       | 39         | 44.1       |         |
| بير مارتي          | إسبانيا   | 2022 June 9      | 2022 December 21 | 15        | 4   | 4     | 7     | 13       | 12         | 26.7       |         |
| توني سيليجرات      | إسبانيا   | 2022 December 28 | 2023 February 2  | 4         | 1   | 2     | 1     | 3        | 3          | 25         |         |
| أنجيل فياديرو      | إسبانيا   | 2023 February 3  | 2024 June 6      | 49        | 25  | 9     | 15    | 60       | 41         | 51         |         |
| مارك جارسيا        | إسبانيا   | 2024 June 7      | الآن             | 17        | 7   | 7     | 3     | 22       | 11         | 41.2       |         |

## ملحوظات
1. ↑  جميع الأهداف المسجلة في مباريات الدوري، لا تشمل مباريات التصفيات.

## روابط خارجية
- الموقع الرسمي
 باللغة الكتالونية
- BDFútbol profile
- Futbolme team profile باللغة الإسبانية